# Alisson Becker
Alisson Ramsés Becker (Novo Hamburgo, 2 de outubro de 1992) é um futebolista brasileiro que atua como goleiro. Atualmente joga pelo Liverpool e pela Seleção Brasileira. Revelado pelo Internacional, Alisson tornou-se campeão europeu pelo Liverpool, sendo amplamente reconhecido como um dos maiores goleiros da história do clube e um dos melhores da posição atualmente.
Ao se transferir ao Liverpool, Alisson tornou-se o goleiro mais caro da história do futebol (72,5 milhões de euros) ultrapassando Gianluigi Buffon quando se transferiu do Parma com destino a Juventus por 54,2 milhões de euros. Mas poucos dias depois seu recorde foi superado por Kepa Arrizabalaga que se transferiu do Athletic Bilbao para o Chelsea por 80 milhões de euros.
Em 2019, Alisson recebeu os prêmios de Luva de Ouro da Premier League, Melhor Goleiro da Copa América, Melhor Goleiro da UEFA, Melhor Goleiro do Mundo FIFA e o Troféu Yashin - Melhor Goleiro do Mundo pela France Football, além de conquistar o troféu Samba de Ouro, dado ao melhor jogador brasileiro que atua na Europa.

## Carreira

### Internacional

#### Base
Ingressou na escolinha do Internacional aos oito anos de idade.

#### 2013
Tendo progredido nas divisões de base, Alisson fez a sua estreia profissionalmente em 17 de fevereiro de 2013, começando no empate por 1 a 1 com o Esporte Clube Cruzeiro pelo Campeonato Gaúcho de 2013. Sua estréia no Campeonato Brasileiro ocorreu em 25 de agosto de 2013, quando ele começou em um empate em casa por 3 a 3 com o Goiás. Um backup para seu irmão Muriel Becker e competindo com Agenor para ser a segunda escolha, Alisson terminou sua primeira temporada com nove aparições.

#### 2014
Para o ano seguinte, Alisson se tornou a segunda escolha, atrás da lenda brasileira Dida que havia se juntado ao Internacional após o fim de contrato com o rival, Grêmio. Com a expulsão de Dida, Alisson assumiu a titularidade da equipe a partir da partida contra o Fluminense pela 28ª rodada do Campeonato Brasileiro de 2014. Terminou a temporada com 14 aparições.

#### 2015
Mesmo com Dida no elenco, Alisson começou o ano de 2015 como titular absoluto.

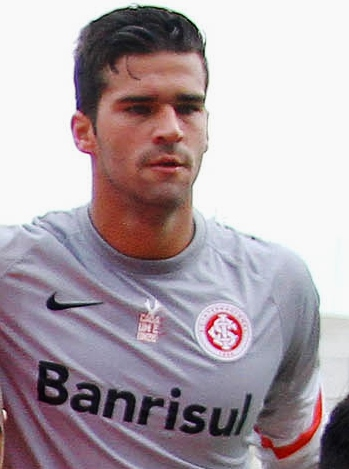
Alisson, em sua estreia pela Libertadores, contra o Emelec, em 2015.

Teve importante participação na campanha do Internacional na Copa Libertadores da América de 2015, na qual sua equipe fez a segunda melhor campanha geral e acabou eliminada na semifinal, Alisson teve destaque no jogo da Eliminação ao defender um pênalti e impedir uma derrota mais elástica. Foi sondado pela Roma, e chegou a ser anunciado no clube da capital da Itália por alguns jornais Italianos, mas a negociação acabou não acontecendo. Com a chegada do técnico Argel Fucks, assumiu o posto de terceiro capitão da equipe do Inter, atrás apenas de Andrés D'Alessandro e Alex, e Alisson ressaltou o carinho com o clube:
| “ | Sou colorado. Cresci aqui dentro. Entrei na escolinha e o meu irmão já estava na base. Vinha assistir aos treinos com meus pais. Com sete anos já estava no Beira-Rio. A maior parte da minha vida passei aqui dentro. É algo gratificante para minha família e a mim representar o Inter, a torcida. | ” |

No dia 28 de outubro de 2015, o empresário de Alisson comentou que seis clubes do primeiro escalão europeu teriam enviado sondagens para contar com o jogador em 2016.

#### 2016
Para o ano de 2016, Alisson trocou o número 22, no qual usou desde o início, para a camisa número 1. Em 4 de fevereiro de 2016, Alisson assinou um pré-contrato com a Roma, assinando um contrato de cinco anos para um € taxa de 7,5 milhões. Ele jogou seu último jogo pelo Internacional em 15 de maio de 2016, mantendo uma folha limpa em um empate 0-0 em casa contra a Chapecoense.
Durante seus quatro anos pelo Internacional, Alisson fez mais de 100 participações em todas as competições e conquistou o título do Campeonato Gaúcho em todos os anos.

### Roma

#### 2016–17
Em 2016, Alisson foi confirmado como novo reforço da Roma, o time italiano pagou cerca de 7,5 milhões de euros (cerca de 32,5 milhões de reais) ao clube gaúcho. Sua estreia aconteceu em um amistoso de pré-temporada de 2016–17 no dia 13 de julho de 2016 contra o Pinzolo, clube local da capital italiana. No dia 17 de agosto de 2016 estreou na Liga dos Campeões em partida de play-off contra o Porto que terminou em 1 a 1.[carece de fontes?]
No dia 15 de setembro de 2016, o goleiro brasileiro fez sua primeira partida já por outra competição europeia, a Liga Europa contra o Viktoria Pilsen, partida a qual terminou empatada por 1 a 1, Alisson acabou sendo titular em todas as partidas da fase de grupos da competição até ser eliminado em jogo válido pelas oitavas-de-final pelo Lyon. O arqueiro brasileiro terminou sua primeira temporada com 15 partidas e 19 gols sofridos.

#### 2017–18

Alisson, pela Roma, em 2018.

Com a venda de Szczesny para a Juventus, Alisson acabou se tornando o goleiro titular da equipe romana, e isso ajudou muito na ascensão do brasileiro em solo europeu. Alisson também herdou a camisa 1 de Szczesny.
Sua estreia na temporada aconteceu no dia 20 de agosto de 2017 contra a Atalanta com vitória por 1 a 0.[carece de fontes?] Alisson teve ótima atuação contra o Atlético de Madrid interferindo claramente no resultado da partida que terminou em 0 a 0.
Ele foi elogiado por suas atuações na Liga dos Campeões da UEFA e desempenhou um papel fundamental na campanha do clube em que chegaram às semi-finais. O clube não sofreu um único gol no Estádio Olímpico, na Liga dos Campeões, até a partida contra o Liverpool nas semi-finais, em 2 de maio de 2018, que venceram por 4 a 2 na noite, mas perderam por 7 a 6 no total. Titular em quase todos os jogos na temporada e com atuações cada vez mais seguras, Alisson se consolida como um goleiro muito adaptado ao futebol europeu e despertou inclusive interesse de grandes clubes como Real Madrid e Liverpool.

### Liverpool

#### 2018–19
Dias após o fim da Copa do Mundo FIFA de 2018, Alisson foi à Inglaterra para fazer os exames e assinar com o Liverpool. No dia seguinte, o diretor esportivo da Roma, Ramón Rodríguez Verdejo, confirmou a transferência por 62,5 milhões de euros e elogiou a postura do goleiro em meio à negociação, fazendo com que o goleiro brasileiro se tornasse o goleiro mais caro da história do futebol. Poucos dias depois, no entanto, seu recorde foi superado por Kepa Arrizabalaga que se transferiu do Athletic Bilbao para o Chelsea por €80 milhões de euros.
No dia 19 de julho de 2018, o Liverpool anunciou a contratação do goleiro por meio de um curto vídeo em uma rede social. No dia 12 de agosto de 2018, Alisson realizou sua primeira partida pelos Reds na vitória por 4 a 0 sobre o West Ham válida pela primeira rodada da Premier League. Ganhou o apoio de todos dentro do clube após ótima atuação na vitória por 2 a 0 sobre o Crystal Palace, ganhando elogios do zagueiro van Dijk e do técnico Jürgen Klopp.
Alisson também desempenhou um papel importante na campanha da fase de grupos da Liga dos Campeões da UEFA, fazendo uma defesa vital no final do jogo contra o Napoli, quando o Liverpool venceu por 1 a 0 para avançar para a fase eliminatória.
No dia 4 de março de 2019, ele manteve seu 17ª Clean Sheet na Premier League de 2018–19; o maior número de um goleiro estreante na Premier League, desde o ex-goleiro do Liverpool, Pepe Reina, em 2006.
No final da temporada, Alisson manteve um total de 21 Clean Sheet na Premier League de 2018–19 e venceu a Luva de Ouro.
Enquanto isso, na fase de mata-mata da Liga dos Campeões da UEFA, Alisson desempenhou um papel de destaque quando o Liverpool avançou para a segunda final consecutiva na competição; na partida de volta da semifinal, contra o Barcelona, ele fez uma série de defesas impressionantes, quando o Liverpool anulou o déficit de 3 a 0 na partida de ida, para ultrapassar seus adversários com uma vitória em casa por 4 a 0. 
Na final, em 1 de junho de 2019, Alisson manteve um Clean Sheet para o Liverpool ao derrotar o Tottenham por 2 a 0, fazendo oito defesas na partida, para assim, ganhar seu primeiro troféu com o clube de Anfield.

#### 2019–20

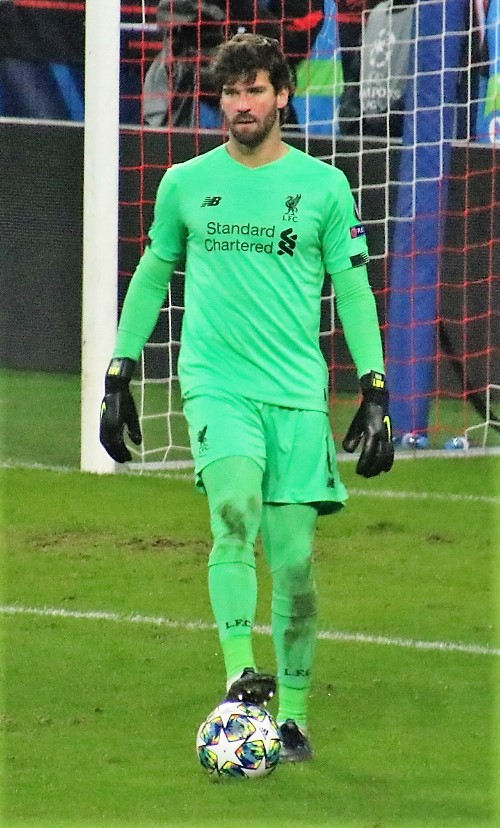
Alisson, pelo Liverpool, em 2019.

Depois de passar sua primeira temporada com número 13, foi anunciado que Alisson usaria a camisa número 1 para a temporada 2019–20, que anteriormente havia sido ocupada por Loris Karius.
Alisson começou no FA Community Shield de 2019 contra o Manchester City em 4 de agosto; depois de um empate por 1 a 1, o Manchester City venceu o título por 5 a 4 nos pênaltis. Em 9 de agosto de 2019, no jogo de abertura da temporada 2019–2020 da Premier League contra o recém-promovido Norwich, em Anfield, Alisson sofreu uma lesão na panturrilha no primeiro tempo e teve que ser substituído por Adrián, após 38 minutos. Com o resultado dos exames, ele foi excluído da Supercopa da UEFA, em que o Liverpool venceu por 5 a 4 nos pênaltis em 14 de agosto, após um empate em 2 a 2 com o Chelsea após o prolongamento. Alisson  voltou oficialmente à equipe da jornada em 20 de outubro, em um empate por 1 a 1 com o rival Manchester United. Em 30 de novembro, em uma vitória por 2 a 1 sobre Brighton, ele foi expulso por segurar a bola fora de sua área designada. Em 21 de dezembro, Alisson manteve um Clean Sheet contra o Flamengo, na final da Copa do Mundo de Clubes da FIFA de 2019, com o Liverpool vencendo por 1 a 0 e ganhando o troféu pela primeira vez em sua história. No dia 19 de janeiro de 2020, na vitória por 2 a 0 contra o Manchester United pela Premier League, Alisson deu uma assistência nos acréscimos do 2° tempo para o gol de Mohamed Salah.

#### 2020–21
Em 20 de setembro de 2020, Alisson salvou um pênalti no segundo jogo da liga do Liverpool na temporada 2020-21 da Premier League, uma vitória por 2-0 fora sobre o Chelsea; este foi o primeiro pênalti defendido por Alisson pelo Liverpool desde que entrou para o clube, e o primeiro pênalti perdido por Jorginho em nove tentativas pelo Chelsea em todas as competições.
Em 7 de fevereiro de 2021, Alisson cometeu dois erros no espaço de três minutos, cedendo a posse para permitir que İlkay Gündoğan e Raheem Sterling do Manchester City marcassem, com o Liverpool perdendo por 4–1 para os Citizens.
Em 16 de maio de 2021, Alisson marcou um gol de cabeça, o primeiro de sua carreira como jogador de futebol profissional,  para garantir uma vitória por 2–1 fora de casa contra o West Bromwich no quinto minuto do tempo de compensação, mantendo vivas as esperanças do Liverpool na qualificação para a Liga dos Campeões, e tornando-o o primeiro goleiro do Liverpool marcar um gol em qualquer competição e o primeiro dos seis goleiros artilheiros da Premier League a ter marcado um gol de cabeça.

#### 2022–23
Alisson fez uma ótima temporada mais uma vez, ele tem sido o melhor goleiro da Premier League - ignorando as estatísticas - sua presença e capacidade de fazer defesas decisivas foram  inigualáveis em toda temporada. Claro, houve falhas a mais destacada contra o Real Madrid, mas Alisson salvou os Reds em inúmeras ocasiões.
Alisson teve um desempenho consistentemente brilhante na temporad, ele conseguiu 17 clean sheets (jogos sem sofrer gols) em 47 partidas disputadas em todas as competições.
Em 13 de junho, Alisson foi eleito o melhor jogador do Liverpool na temporada 2022/23. Essa foi a primeira vez que um brasileiro recebeu tal honraria.
Ao fim do ano de 2023, Alisson foi o goleiro com maior número de clean sheets, no ano corrido. Ele ficou 16 partidas sem sofrer gols no Campeonato Inglês no ano de 2023.

## Seleção Brasileira

### Base
Participou como titular da Seleção, no Sul-americano Sub-17 e do Mundial Sub-17 de 2009. Junto com Neymar, Casemiro e Philippe Coutinho, a Seleção Brasileira acabou eliminado ainda na primeira fase do Mundial.
Em 2013, Alisson participou de torneios com a Seleção Sub-21, vencendo a Copa Sendai e o Torneio Internacional de Toulon, ambos como titular.

### Principal
Em 2014 o técnico Felipão, segundo algumas fontes, teria intenção de convocar Alisson para a Copa do Mundo FIFA de 2014 no Brasil para dar experiência, mas acabou não o fazendo.

#### Era Dunga
Foi convocado pela primeira vez para a seleção principal em 13 de agosto de 2015. Foi também em 2015 que estreou como titular, em 13 de outubro de 2015, na partida contra a Venezuela válida pelas eliminatórias da Copa do Mundo FIFA de 2018. Alisson assumiu a posição de Jefferson e o técnico Dunga justificou destacando a altura e a habilidade de Alisson com os pés. Esteve presente também na convocação seguinte, para os jogos contra Argentina e Peru.

#### Copa América de 2016
Em 29 de abril de 2016 foi pré-convocado para a Copa América Centenário. Em 5 de maio de 2016, Alisson foi convocado para a Copa América Centenário. Ele sofreu um total de dois gols em três jogos, pois o Brasil foi eliminado na fase de grupos.

#### Era Tite
Titular com Dunga, Alisson iniciou a "Era Tite" como titular. Foi em quase todas as partidas da Eliminatórias para a Copa do Mundo FIFA de 2018, exceto na 1° rodada e na 18° rodada, a última, ambas contra a Seleção Chilena.  

#### Copa do Mundo de 2018

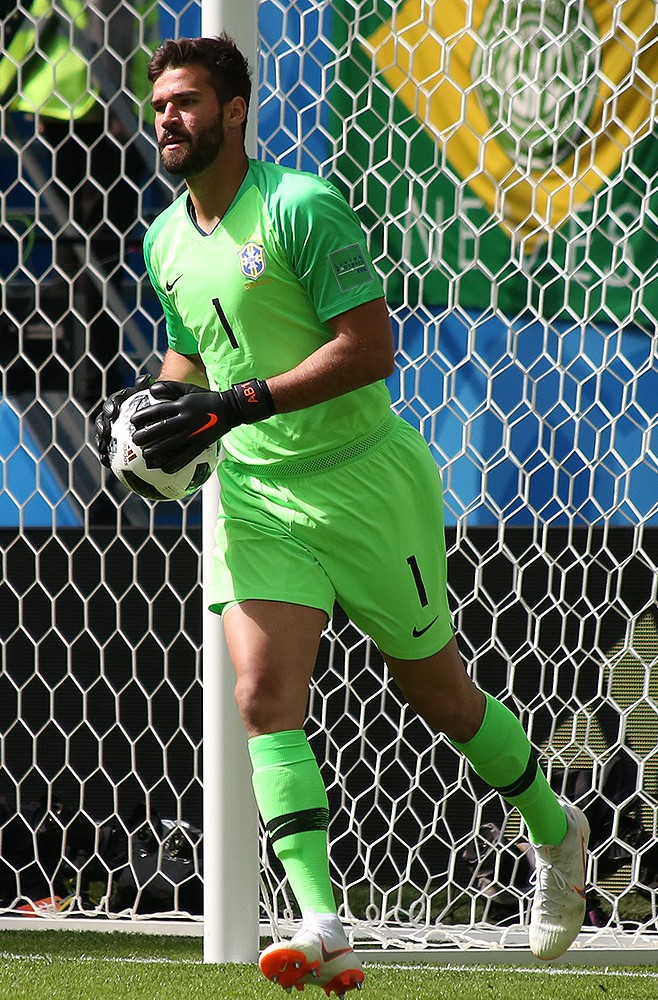
Alisson na Copa do Mundo FIFA de 2018.

Em 14 de maio de 2018 foi convocado pelo técnico Tite para a Copa do Mundo FIFA de 2018. Foi o titular em todo o torneio. 

#### Copa América de 2019

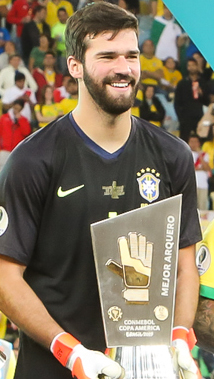
Alisson com o prêmio Luva de Ouro da Copa América de 2019.

Em 17 de maio de 2019 foi convocado para a Copa América de 2019. Foi titular durante toda a competição, onde sofreu apenas 1 gol. Foi eleito o Melhor Goleiro da Copa América de 2019.

#### Copa do Mundo de 2022
Em 7 de novembro de 2022, Tite anunciou a convocação da Seleção para Copa do Mundo 2022. Entre muitos nomes certos no Catar o de Alisson foi chamado para disputar o torneio.
Nos dois primeiros jogos [Sérvia e Suíça], Alison passou sem ser vazado e sequer precisou fazer defesas difíceis, no terceiro foi substituído por Ederson. Contra  Coreia, Alisson trabalhou efetivamente pela primeira vez no Catar. Foram cinco defesas ao todo, pelo menos três delas difíceis. Já no confronto contra a Croácia, ele não sofreu com muitas finalizações, mas foi atrapalhado por um desvio em Marquinhos no chute de Petkovic, que deu o empate aos croatas na prorrogação. Na decisão pênaltis, não conseguiu fazer nenhuma defesa e passou a ser alvo de críticas. Ele terminou a copa com 4 jogos, dois golos sofridos.

#### Copa América 2024
Em 27 de maio, a Seleção Brasileira anunciou os 26 nomes que disputaram a Copa América, que foi  disputada entre junho e julho nos Estados Unidos e dentre estes Alisson.

## Vida pessoal
Alisson é o irmão mais novo do também goleiro Muriel, que atualmente defende o Náutico, de Pernambuco. Natural de Novo Hamburgo, possui ascendência alemã. Seu pai, José Agostinho Becker, ainda falava  alemão, porém o próprio Alisson não fala o idioma. Em 2015, aos 22 anos, casou com a gaúcha Natália Loewe. Eles têm uma filha chamada Helena, nascida em abril de 2017, um filho, Matteo, nascido em 14 de junho de 2019 e um filho, Rafael, nascido em 10 de maio de 2021. Em maio de 2019, Alisson e sua esposa Natália Becker, foram nomeados embaixadores da boa vontade pela Organização Mundial da Saúde.

### Tragédia
Em 24 de fevereiro de 2021 perdeu seu pai José Agostinho Becker, vítima de afogamento numa barragem de propriedade da família, e em homenagem fez um gol ao seu pai.

## Características
Alisson foi elogiado por suas defesas cruciais, posicionamento, distribuição e consistência, e é amplamente considerado como o melhor goleiro da Premier League, e por alguns como um dos melhores goleiros do mundo. Alisson cita o ex-goleiro do Barcelona, Víctor Valdés, como uma inspiração, devido à sua capacidade de jogar pelas costas, assim como Manuel Neuer, por seu estilo de 'goleiro-líbero'. Alisson também é conhecido por sua velocidade e tempo ao sair da linha, bem como por sua capacidade de limpar ou desafiar a bola com os pés fora da área; além disso, devido à sua distribuição, ele é capaz de jogar a bola pelas costas rapidamente com as mãos e os pés, e também tem a capacidade de lançar ataques ou escolher os meio-campistas com seus longos chutes a gol. Suas habilidades com a bola nos pés e a compostura com a posse da bola foram utilizadas para driblar adversários de vez em quando, quando necessário.
Apesar de sua altura (altura de 1,91 m), força, tamanho e seu físico grande e poderoso, ele também é um goleiro ágil e atlético. Alisson possui bons reflexos e excelentes habilidades de parar o chute, além da capacidade de produzir reações espetaculares e instintivas, quando necessário, o que lhe valeu o apelido de O Goleiro Gato na mídia brasileira, mas ele é predominantemente conhecido por seu estilo eficiente de goleiro, cortesia de sua antecipação, consistência, compostura, inteligência, senso de posição e técnica de goleiro, que lhe permite ler o jogo, mire bem e pare sem precisar recorrer a histriônicos. Além disso, ele também é conhecido por seu manuseio e é eficaz em lidar com bolas altas, o que lhe permite sair e reivindicar cruzamentos e comandar bem sua área.
O ex-técnico de goleiros da Roma, Roberto Negrisolo, elogiou Alisson, chamando-o de " Messi dos goleiros", pois acreditava ter "a mesma mentalidade de Messi" e a mesma capacidade de "marcar uma época". Além disso, Negrisolo também o comparou ao ex-goleiro italiano Dino Zoff e ao goleiro belga Michel Preud'homme. Seu estilo de jogo também fez comparações com os compatriotas Júlio César e Cláudio Taffarel, na mídia. O apelido "O Pelé dos goleiros" também foi anexado a ele por Cláudio Taffarel.

## Estatísticas
Atualizado em 12 de novembro de 2023.

### Clubes
| Equipe            | Temporada         | Campeonato nacional | Campeonato nacional | Copa nacional | Copa nacional | Competições continentais[b] | Competições continentais[b] | Outros torneios[c] | Outros torneios[c] | Total | Total |
| Equipe            | Temporada         | Jogos               | Gols                | Jogos         | Gols          | Jogos                       | Gols                        | Jogos              | Gols               | Jogos | Gols  |
| ----------------- | ----------------- | ------------------- | ------------------- | ------------- | ------------- | --------------------------- | --------------------------- | ------------------ | ------------------ | ----- | ----- |
| Internacional     | 2013              | 6                   | 0                   | 2             | 0             | –                           | –                           | 1                  | 0                  | 9     | 0     |
| Internacional     | 2014              | 11                  | 0                   | –             | –             | –                           | –                           | 3                  | 0                  | 14    | 0     |
| Internacional     | 2015              | 26                  | 0                   | 4             | 0             | 12                          | 0                           | 15                 | 0                  | 57    | 0     |
| Internacional     | 2016              | 1                   | 0                   | –             | –             | –                           | –                           | 20                 | 0                  | 21    | 0     |
| Internacional     | Total             | 44                  | 0                   | 6             | 0             | 12                          | 0                           | 39                 | 0                  | 101   | 0     |
| Roma              | 2016–17           | 0                   | 0                   | 4             | 0             | 11                          | 0                           | –                  | –                  | 15    | 0     |
| Roma              | 2017–18           | 37                  | 0                   | 0             | 0             | 12                          | 0                           | –                  | –                  | 49    | 0     |
| Roma              | Total             | 37                  | 0                   | 4             | 0             | 23                          | 0                           | –                  | –                  | 64    | 0     |
| Liverpool         | 2018–19           | 38                  | 0                   | 0             | 0             | 13                          | 0                           | –                  | –                  | 51    | 0     |
| Liverpool         | 2019–20           | 29                  | 0                   | 0             | 0             | 5                           | 0                           | 3                  | 0                  | 37    | 0     |
| Liverpool         | 2020–21           | 33                  | 1                   | 1             | 0             | 7                           | 0                           | 1                  | 0                  | 42    | 1     |
| Liverpool         | 2021–22           | 36                  | 0                   | 5             | 0             | 13                          | 0                           | 0                  | 0                  | 54    | 0     |
| Liverpool         | 2022–23           | 37                  | 0                   | 2             | 0             | 8                           | 0                           | 0                  | 0                  | 47    | 0     |
| Liverpool         | 2023–24           | 12                  | 0                   | 0             | 0             | 1                           | 0                           | 0                  | 0                  | 13    | 0     |
| Liverpool         | Total             | 185                 | 1                   | 8             | 0             | 47                          | 0                           | 4                  | 0                  | 244   | 1     |
| Total na carreira | Total na carreira | 266                 | 1                   | 18            | 0             | 81                          | 0                           | 44                 | 0                  | 409   | 1     |

- b. ^ Jogos da Copa Libertadores da América, Copa Sul-Americana, Liga Europa da UEFA e Liga dos Campeões da UEFA
- c. ^ Jogos do Campeonato Gaúcho, Supercopa da Itália, Supercopa da UEFA, Supercopa da Inglaterra e Copa do Mundo de Clubes

### Seleção Brasileira
Expanda a caixa de informações para conferir todos os jogos deste jogador, pela Seleção Brasileira.
| 1.                                     | 13 de outubro de 2015  | Arena Castelão, Fortaleza                             | 3–1         | Venezuela      | 1 | Elim. Copa do Mundo 2018 |
| 2.                                     | 13 de novembro de 2015 | Monumental de Núñez, Buenos Aires                     | 1–1         | Argentina      | 1 | Elim. Copa do Mundo 2018 |
| 3.                                     | 17 de novembro de 2015 | Arena Fonte Nova, Salvador                            | 3–0         | Peru           | 0 | Elim. Copa do Mundo 2018 |
| 2016                                   |                        |                                                       |             |                |   |                          |
| 4.                                     | 25 de março de 2016    | Arena Pernambuco, Recife                              | 2–2         | Uruguai        | 2 | Elim. Copa do Mundo 2018 |
| 5.                                     | 29 de março de 2016    | Paraguai, Assunção, Defensores del Chaco              | 2–2         | Paraguai       | 2 | Elim. Copa do Mundo 2018 |
| 6.                                     | 29 de maio de 2016     | Dick's Sporting Goods Park, Commerce City             | 2–0         | Panamá         | 0 | Amistoso                 |
| 7.                                     | 4 de junho de 2016     | Rose Bowl, Pasadena                                   | 0–0         | Equador        | 0 | Copa América Centenário  |
| 8.                                     | 8 de junho de 2016     | Orlando Stadium, Orlando                              | 7–1         | Haiti          | 1 | Copa América Centenário  |
| 9.                                     | 12 de junho de 2016    | Gillette Stadium, Foxborough                          | 0–1         | Peru           | 1 | Copa América Centenário  |
| 10.                                    | 1 de setembro de 2016  | Estádio Olímpico Atahualpa, Quito                     | 3–0         | Equador        | 0 | Elim. Copa do Mundo 2018 |
| 11.                                    | 6 de setembro de 2016  | Arena Amazônia, Manaus                                | 2–1         | Colômbia       | 1 | Elim. Copa do Mundo 2018 |
| 12.                                    | 6 de outubro de 2016   | Arena das Dunas, Natal                                | 5–0         | Bolívia        | 0 | Elim. Copa do Mundo 2018 |
| 13.                                    | 11 de outubro de 2016  | Estádio Metropolitano de Mérida, Mérida               | 2–0         | Venezuela      | 0 | Elim. Copa do Mundo 2018 |
| 14.                                    | 10 de novembro de 2016 | Mineirão, Belo Horizonte                              | 3–0         | Argentina      | 0 | Elim. Copa do Mundo 2018 |
| 15.                                    | 16 de novembro de 2016 | Estádio Nacional do Peru, Lima                        | 2–0         | Peru           | 0 | Elim. Copa do Mundo 2018 |
| 2017                                   |                        |                                                       |             |                |   |                          |
| 16.                                    | 23 de março de 2017    | Estádio Centenario, Montevidéu                        | 4–1         | Uruguai        | 1 | Elim. Copa do Mundo 2018 |
| 17.                                    | 28 de março de 2017    | Arena Corinthians, São Paulo                          | 3–0         | Paraguai       | 0 | Elim. Copa do Mundo 2018 |
| 18.                                    | 31 de agosto de 2017   | Arena do Grêmio, Porto Alegre                         | 2–0         | Equador        | 0 | Elim. Copa do Mundo 2018 |
| 19.                                    | 5 de setembro de 2017  | Estádio Metropolitano Roberto Meléndez, Barranquilla  | 1–1         | Colômbia       | 1 | Elim. Copa do Mundo 2018 |
| 20.                                    | 5 de outubro de 2017   | Estádio Hernando Siles, La Paz                        | 0–0         | Bolívia        | 0 | Elim. Copa do Mundo 2018 |
| 21.                                    | 10 de novembro de 2017 | Stade Pierre-Mauroy, Villeneuve-d'Ascq                | 3–1         | Japão          | 1 | Amistoso                 |
| 22.                                    | 14 de novembro de 2017 | Estádio de Wembley, Londres                           | 0–0         | Inglaterra     | 0 | Amistoso                 |
| 2018                                   |                        |                                                       |             |                |   |                          |
| 23.                                    | 23 de março de 2018    | Estádio Lujniki, Moscou                               | 3–0         | Rússia         | 0 | Amistoso                 |
| 24.                                    | 27 de março de 2018    | Estádio Olímpico de Berlim, Berlim                    | 1–0         | Alemanha       | 0 | Amistoso                 |
| 25.                                    | 3 de junho de 2018     | Anfield, Liverpool                                    | 2–0         | Croácia        | 0 | Amistoso                 |
| 26.                                    | 10 de junho de 2018    | Ernst-Happel-Stadion, Viena                           | 3–0         | Áustria        | 0 | Amistoso                 |
| 27.                                    | 17 de junho de 2018    | Arena Rostov, Rostov do Don                           | 1–1         | Suíça          | 1 | Copa do Mundo de 2018    |
| 28.                                    | 22 de junho de 2018    | Estádio Krestovsky, São Petersburgo                   | 2–0         | Costa Rica     | 0 | Copa do Mundo de 2018    |
| 29.                                    | 27 de junho de 2018    | Arena Otkrytie, Moscou                                | 2–0         | Sérvia         | 0 | Copa do Mundo de 2018    |
| 30.                                    | 2 de julho de 2018     | Estádio de Samara, Samara                             | 2–0         | México         | 0 | Copa do Mundo de 2018    |
| 31.                                    | 6 de julho de 2018     | Arena Kazan, Kazan                                    | 1–2         | Bélgica        | 2 | Copa do Mundo de 2018    |
| 32.                                    | 7 de setembro de 2018  | MetLife Stadium, Nova Jérsei                          | 2–0         | Estados Unidos | 0 | Amistoso                 |
| 33.                                    | 16 de outubro de 2018  | Cidade dos Esportes Rei Abdullah, Jidá                | 1–0         | Argentina      | 0 | Amistoso                 |
| 34.                                    | 16 de novembro de 2018 | Emirates Stadium, Londres                             | 1–0         | Uruguai        | 0 | Amistoso                 |
| 2019                                   |                        |                                                       |             |                |   |                          |
| 35.                                    | 26 de março de 2019    | Eden Arena, Praga                                     | 3–1         | Tchéquia       | 1 | Amistoso                 |
| 36.                                    | 9 de junho de 2019     | Estádio Beira-Rio, Porto Alegre                       | 7–0         | Honduras       | 0 | Amistoso                 |
| 37.                                    | 14 de junho de 2019    | Estádio do Morumbi, São Paulo                         | 3–0         | Bolívia        | 0 | Copa América de 2019     |
| 38.                                    | 18 de junho de 2019    | Arena Fonte Nova, Salvador                            | 0–0         | Venezuela      | 0 | Copa América de 2019     |
| 39.                                    | 22 de junho de 2019    | Arena Corinthians, São Paulo                          | 5–0         | Peru           | 0 | Copa América de 2019     |
| 40.                                    | 27 de junho de 2019    | Arena do Grêmio, Porto Alegre                         | 0 (4)–(3) 0 | Paraguai       | 0 | Copa América de 2019     |
| 41.                                    | 2 de julho de 2019     | Mineirão, Belo Horizonte                              | 2–0         | Argentina      | 0 | Copa América de 2019     |
| 42.                                    | 7 de julho de 2019     | Maracanã, Rio de Janeiro                              | 3–1         | Peru           | 1 | Copa América de 2019     |
| 43.                                    | 15 de novembro de 2019 | Estádio Internacional Rei Fahd, Riade                 | 0–1         | Argentina      | 1 | Amistoso                 |
| 44.                                    | 19 de novembro de 2019 | Estádio Mohammed Bin Zayed, Abu Dhabi                 | 3–0         | Coreia do Sul  | 0 | Amistoso                 |
| 2021                                   |                        |                                                       |             |                |   |                          |
| 45.                                    | 4 de junho de 2021     | Estádio Beira-Rio, Porto Alegre                       | 2–0         | Equador        | 0 | Elim. Copa do Mundo 2022 |
| 46.                                    | 13 de junho de 2021    | Estádio Nacional de Brasília Mané Garrincha, Brasília | 3–0         | Venezuela      | 0 | Copa América de 2021     |
| 47.                                    | 27 de junho de 2021    | Estádio Olímpico, Goiânia                             | 1–1         | Equador        | 0 | Copa América de 2021     |
| 48.                                    | 7 de outubro de 2021   | Estádio Olímpico de Caracas, Caracas                  | 3–1         | Venezuela      | 0 | Elim. Copa do Mundo 2022 |
| 49.                                    | 10 de outubro de 2021  | Estádio Metropolitano Roberto Meléndez, Barranquilla  | 0–0         | Colômbia       | 0 | Elim. Copa do Mundo 2022 |
| 50.                                    | 11 de novembro de 2021 | Neo Química Arena, São Paulo                          | 1–0         | Colômbia       | 0 | Elim. Copa do Mundo 2022 |
| 51.                                    | 16 de novembro de 2021 | Estádio del Bicentenario, San Juan                    | 0–0         | Argentina      | 0 | Elim. Copa do Mundo 2022 |
| 2022                                   |                        |                                                       |             |                |   |                          |
| 52.                                    | 27 de janeiro de 2022  | Estádio Rodrigo Paz Delgado, Quito                    | 1–1         | Equador        | 0 | Elim. Copa do Mundo 2022 |
| 53.                                    | 24 de março de 2022    | Mineirão, Belo Horizonte                              | 4–0         | Chile          | 0 | Elim. Copa do Mundo 2022 |
| 54.                                    | 29 de março de 2022    | Estádio Hernando Siles, La Paz                        | 4–0         | Bolívia        | 0 | Elim. Copa do Mundo 2022 |
| 55.                                    | 6 de junho de 2022     | Estádio Nacional do Japão, Tóquio                     | 1–0         | Japão          | 0 | Amistoso                 |
| 56.                                    | 23 de setembro de 2022 | Stade Océane, Le Havre                                | 3–0         | Gana           | 0 | Amistoso                 |
| 57.                                    | 27 de setembro de 2022 | Parc des Princes, Paris                               | 5–1         | Tunísia        | 1 | Amistoso                 |
| 58.                                    | 24 de novembro de 2022 | Estádio Nacional de Lusail, Lusail                    | 2–0         | Sérvia         | 0 | Copa do Mundo de 2022    |
| 59.                                    | 28 de novembro de 2022 | Estádio 974, Doha                                     | 1–0         | Suíça          | 0 | Copa do Mundo de 2022    |
| 60.                                    | 5 de dezembro de 2022  | Estádio 974, Doha                                     | 4–1         | Coreia do Sul  | 1 | Copa do Mundo de 2022    |
| 61.                                    | 9 de dezembro de 2022  | Estádio da Cidade da Educação, Al Rayyan              | 1 (2)–(4) 1 | Croácia        | 1 | Copa do Mundo de 2022    |
| 2023                                   |                        |                                                       |             |                |   |                          |
| 62.                                    | 16 de novembro de 2023 | Estádio Metropolitano Roberto Meléndez, Barranquilla  | 1–2         | Colômbia       | 2 | Elim. Copa do Mundo 2026 |
| Legenda: Vitórias — Empates — Derrotas |                        |                                                       |             |                |   |                          |

## Títulos
Internacional
- Campeonato Gaúcho: 2013, 2014, 2015 e 2016
- Recopa Gaúcha: 2016

Liverpool
- Liga dos Campeões da UEFA: 2018–19
- Copa do Mundo de Clubes da FIFA: 2019
- Premier League: 2019–20 e 2024–25
- Copa da Liga Inglesa: 2021–22 e 2023–24
- Copa da Inglaterra: 2021–22

Seleção Brasileira
- Superclássico das Américas: 2018
- Copa América: 2019

Seleção Brasileira (Categorias de Base)
- Copa Sendai: 2009
- Torneio de Toulon: 2013

### Prêmios individuais
- Craque da fase de grupos da Primeira Liga: 2016[67]
- Seleção da Liga dos Campeões da UEFA: 2017–18[68]
- Melhor Goleiro da Serie A: 2017–18[69]
- Equipe do Ano da Serie A: 2017–18
- Melhor Goleiro do Mundo da FIFA:
  - 2017 – 8º[70][71]
  - 2019 – 1º
  - 2020 – 2º
  - 2021 – 4º
- FIFPro World XI: 2019, 2020
- Ballon d'Or:
  - 2018 – 25º[72]
  - 2019 – 7º
- Goal 50 – Melhor Goleiro do Mundo: 2018, 2019[73][74][75]
- Melhor Goleiro do Ano – Globe Soccer Awards: 2018, 2019[76]
- Luva de Ouro da Premier League: 2018–19,[77] 2021-22
- Seleção da Liga dos Campeões da UEFA: 2018–19[78]
- Melhor Goleiro da Copa América: 2019
- Seleção da Copa América: 2019[79]
- 4.° Jogador do Ano da UEFA: 2018–19
- Melhor Goleiro de Clubes da UEFA: 2018–19
- Melhor Goleiro do Mundo pela IFFHS: 2019

- Troféu Yashin - Melhor Goleiro do Mundo pela France Football:
  - 2019 – 1°[80]
  - 2022 – 2º

- Samba de Ouro: 2019
- Equipe do Ano da UEFA: 2019[81]
- Equipe do Ano PFA da Premier League: 2021–22[82]
- Gol do Ano do Liverpool: 2020–21 (vs. West Brom)[83]
- Melhor Jogador do Liverpool na Temporada: 2022–23[84]

### Recordes e marcas
- Terceiro goleiro brasileiro (ao lado de Dida e Júlio César) a ganhar o Oscar del Calcio (Gran Galà del Calcio)
- Terceiro goleiro brasileiro (ao lado de Dida e Júlio César) a ganhar a UEFA Champions League
- Primeiro goleiro brasileiro a ser Luva de Ouro da Premier League[85]
- Primeiro goleiro brasileiro a ser eleito o Melhor Goleiro (Mejor Arquero) da Copa América
- Segundo goleiro brasileiro (ao lado de Júlio César) a ser eleito o Melhor Goleiro de Clubes da UEFA
- Primeiro goleiro brasileiro a ser eleito o Melhor Goleiro do Mundo da FIFA
- Segundo goleiro brasileiro (ao lado de Dida) a entrar na Seleção do Ano FIFA: FIFPro World XI
- Vencedor da primeira edição do Troféu Yashin - Melhor Goleiro do Mundo pela Revista France Football
- Primeiro goleiro brasileiro a entrar no Top-10 do Ballon d'Or (7° lugar em 2019)
- Primeiro goleiro a vencer o troféu Samba de Ouro (1° lugar em 2019)
- Goleiro com mais Clean-Sheet[86] na história do Liverpool em uma única temporada na Premier League: 21 jogos[87]
- Goleiro com mais Clean-Sheet na década de 2010 (2011 a 2020) em uma única temporada na Premier League: 21 jogos (empatado com Edwin Van der Sar)[87]
- Primeiro goleiro do Liverpool a fazer um gol[88]
- Primeiro goleiro da Premier League a marcar com a cabeça[89]